# Rakytník
Rakytník és un poble i municipi d'Eslovàquia. Es troba a la regió de Banská Bystrica.

## Història
La primera menció escrita de la vila es remunta al 1451.

## Demografia
| Godina             | 1994 | 2004   | 2014    | 2024   |
| ------------------ | ---- | ------ | ------- | ------ |
| Nombre de persones | 256  | 260    | 323     | 342    |
| Diferència         |      | +1,56% | +24,23% | +5,88% |

| Godina             | 2023 | 2024   |
| ------------------ | ---- | ------ |
| Nombre de persones | 341  | 342    |
| Diferència         |      | +0,29% |